# Úherce (Észak-plzeňi járás)
Úherce település Csehországban, a Észak-plzeňi járásban. Úherce Chotěšov, Nýřany, Líně, Zbůch és Přehýšov településekkel határos. Lakosainak száma 421 fő (2024. január 1.).

## Népesség
A település lakosságának változását az alábbi diagram mutatja:
| Lakosok száma | 392  | 451  | 561  | 460  | 319  | 241  | 364  | 372  | 384  | 421  |
|               | 1869 | 1890 | 1921 | 1950 | 1980 | 2001 | 2017 | 2019 | 2022 | 2024 |